# Siwan (Monat)
Siwan (hebräisch סִיוַן Sīwan; mit stimmlosem S) ist ein Monat des jüdischen Kalenders und wird „bürgerlich“ als neunter, „religiös“ aber als dritter Monat gezählt. Er dauert immer 30 Tage. Sein Beginn fällt im gregorianischen Kalender in die Mitte des Monats Mai.
Die Bezeichnung „Siwan“ ist vermutlich vom akkadischen Wort simanu abzuleiten, welches eine festgesetzte Zeit bezeichnet. Möglicherweise besteht auch eine Wortverwandtschaft mit dem altkanaanäischen Monatsnamen זִו Siw (mit stimmhaftem S [IPA /z/]), welcher jedoch religiös als der zweite Monat des Jahres gezählt und daher mit dem Ijjar identifiziert wird.
Alle jüdischen Monatsnamen stammen aus der Zeit des babylonischen Exils und wurden aus dem Babylonischen Kalender übernommen. Im Tanach ist die Bezeichnung „Siwan“ einmalig (Est 8,9 ) belegt:

„Da wurden gerufen des Königs Schreiber zu jener Zeit im dritten Monat, das ist der Monat Siwan, am dreiundzwanzigsten Tage, und es wurde geschrieben, wie Mordechai gebot, an die Juden und an die Fürsten, Statthalter und Obersten in den Ländern vom Indus bis zum Nil, hundertundsiebenundzwanzig Ländern, einem jeden Lande in seiner Schrift, einem jeden Volk in seiner Sprache und auch den Juden in ihrer Schrift und Sprache.“

Am 6. Siwan – 50 Tage nach dem ersten Tag des Pessach-Festes (15. Nisan) – wird das Fest Schavuʿōt, das „Wochenfest“, gefeiert.